# Буйволов, Андрей Валерьевич
Андре́й Вале́рьевич Бу́йволов (12 января 1987, Безмеин, Ашхабадская область, Туркменская ССР) — российский футболист, защитник.

## Карьера

### Клубная
Родился в Туркменистане, где проходил военную службу отец, детство провел в местечке около Ашхабада. В футбол начал играть в военном городке возле Балахны, куда семья вскоре переехала.
Воспитанник балахнинского футбола. Первый профессиональный контракт подписал с нижегородской «Электроникой». Дебютировал за неё в возрасте 16 лет. 3 июня 2003 года в матче с ижевским «Динамо» на 81-й минуте вышел на поле вместо Олега Глущенко и уже через две минуты заработал предупреждение. В 2008 году вместе с командой выиграл Первенство России в зоне «Урал-Поволжье» Второго дивизиона, а в ноябре того же года стал победителем Кубка ПФЛ, проходившего на стадионе «Лужники». В 2010 году «Волга» заняла второе место в Первом дивизионе и получила право выступать в Премьер-лиге, где Буйволов потерял место в основном составе, игроком которого неизменно являлся на протяжении трёх лет. 22 июня 2011 года дебютировал за «Волгу» в РФПЛ, выйдя в стартовом составе на матч 15-го тура с «Рубином».
1 июня 2016 подписал двухлетний контракт с клубом ФНЛ «Тосно».
12 июня 2018 подписал двухлетний контракт с калининградской «Балтикой». 22 января 2019 контракт был расторгнут по обоюдному согласию.
В феврале 2020 года защитник подписал контракт с Шахтёром из Караганды, выступающем в Чемпионатe Казахстана по футболу. Проведя два сезона в команде, игрок покинул клуб.
11 августа 2022 года стало известно о подписании контракта с футбольным клубом Шахтёр из посёлка Пешелань Арзамасского района Нижегородской области. Команда выступает в Чемпионате Нижегородской области по футболу.

### В сборной
19 августа 2011 года Буйволов был вызван в стан второй сборной России на матч c олимпийской сборной Белоруссии.

## Достижения
Волга (Нижний Новгород)
- Победитель зоны «Урал-Поволжье» второго дивизиона: 2008
- Обладатель Кубка ПФЛ: 2008

«Тосно»
- Обладатель Кубка России: 2017/18

 Шахтёр (Караганда)
- Финалист Кубка Казахстана: 2021